# Helga Paditz
Helga Paditz (* 30. Mai 1939 in Leipzig) ist eine deutsche Gebrauchsgrafikerin, Illustratorin und Holzstecherin.

## Leben und Werk
Helga Paditz’ zeichnerische Begabung fiel bereits während ihrer Schulzeit in Leipzig auf. Nach dem Abitur studierte sie von 1958 bis 1963 bei Gerhard Kurt Müller an der Hochschule für Grafik und Buchkunst Leipzig Freie Grafik und Illustration. Für das Diplom schuf sie Holzstiche zu William Thackerays Erzählung Fräulein Shums Mann. Die Arbeit wurde mit „Sehr gut“ bewertet. Nach dem Studium erhielt sie von der Deutschen Reichsbahn einen Entwicklungsauftrag, wozu sie einen Zyklus von Holzstichen mit dem Titel Hauptbahnhof schuf. Danach arbeitete sie als freischaffende Gebrauchsgrafikerin, vor allem als Buchillustratorin, in Leipzig.
„Die künstlerische Gestaltung von Büchern, das schöne Buch, hatte in der ehemaligen DDR einen hohen Stellenwert.“ Helga Paditz schuf eine Vielzahl von Illustrationen insbesondere für die renommierten Verlage Brockhaus, Insel (Reihe Insel-Bücherei), Kinderbuchverlag, Kiepenheuer, Prisma, Seemann, Union und Verlag für die Frau. Es entstanden vor allem Holzstiche und 1989 für das Buch Bodo Schulenburgs Der Rebell von Köln im Kinderbuchverlag erstmals ganzseitige Federzeichnungen.
Helga Paditz machte auch Auftragsarbeiten für Ausstellungen und Messen und schuf ab 1980 gelegentlich in freier Arbeit Aquarell- und Gouache-Bilder. Vom Verlag Karl Quarch wurden einige ihrer kleingrafischen Stiche, vom Originalstock gedruckt und handsigniert, in preiswerten Mappen publiziert.
Als nach der deutschen Wiedervereinigung die Aufträge der Verlage ausblieben arbeitete Helga Paditz als Ausstellungsgestalterin.
Arbeiten von Helga Paditz befinden sich u. a. im Kunstmuseum Hersbruck.

## Ausstellungen (unvollständig)

### Einzelausstellungen
- 1987: Leipzig, Deutsches Buch- und Schriftmuseum („Renate Herfurth, Helga Paditz. Aus der Werkstatt Leipziger Buchkünstler“)
- 1989: Leipzig, Galerie der Georg-Maurer-Bibliothek (Illustration, Grafik)
- 2006: Hersbruck, Raiffeisenbank
- 2009: Hersbruck, Kunstmuseum (Buchgrafik, Illustrationen, Holzstiche)

### Teilnahme an Ausstellungen
- 1965, 1974, 1979 und 1985: Leipzig, Bezirkskunstausstellungen
- 1967/1968, 1982/1983 und 1987/1988: Dresden, VI., IX. und X. Kunstausstellung der DDR
- 1979: Berlin, Ausstellungszentrum am Fernsehturm („Buchillustrationen in der DDR. 1949 – 1979“)
- 1993: Wilhelmshaven, Kunsthalle Wilhelmshaven („Buchgraphik und Illustration“)

## Vom Quarch-Verlag in Originalabzügen publizierte Holzstiche
- Der Frühling weiß zu finden mich tief in Stadt und Stein (1973; fünf Grußkarten mit Gedichten von Hermann Claudius, Emanuel Geibel, Rainer Maria Rilke, Friedrich Schiller und Heinrich Seidel)
- Karl-Marx-Stadt (1975; fünf Grußkarten mit der Darstellung historischer Gebäude)
- Weißt Du noch (1978; 5 Grußkarten mit Gedichten von Heinrich Heine, Hermann Hesse, Mascha Kaléko, Max Hermann-Neisse und Robert T. Odeman)